# Holzen (Schwerte)
Holzen ist ein Ortsteil der westfälischen Stadt Schwerte, Kreis Unna.

## Geographie

### Lage
Holzen liegt im Westen der Stadt Schwerte. Im Westen bildet die Bundesautobahn 1 die Grenze.

### Nachbarorte
Holzen grenzt im Uhrzeigersinn im Westen beginnend an den gleichnamigen Dortmunder Stadtteil sowie an Schwerte, Wandhofen und Westhofen.

## Geschichte
Holzen gehörte im Spätmittelalter und der Frühen Neuzeit zur eigenen Bauerschaft (Holthysen) und im Kirchspiel und Amt Schwerte zur Grafschaft Mark. Laut dem Schatzbuch der Grafschaft Mark von 1486 hatten die 11 Steuerpflichtigen in der Bauerschaft zwischen 1 oirt und 6 Goldgulden an Abgabe zu leisten.
Seit dem 19. Jahrhundert gehörte die Landgemeinde Holzen bei der Errichtung der Ämter in der preußischen Provinz Westfalen zum Amt Westhofen im Kreis Dortmund. Am 1. April 1887 wechselte sie in den neugebildeten Kreis Hörde. Im Jahr 1885 gab es in der Landgemeinde Holzen auf 753 ha Fläche, davon 492 ha Ackerland, 58 ha Wiesen, 87 ha Holzungen, 4 Wohnplätze, 124 Wohnhäuser mit 178 Haushaltungen und 986 Einwohner.
Als der Kreis Hörde am 1. August 1929 aufgelöst wurde, kam Holzen zum Landkreis Iserlohn. Anlässlich der Gemeinde- und Kreisgebietsreform in Nordrhein-Westfalen (§ 7 Ruhrgebiet-Gesetz) wurde die bisherige Gemeinde am 1. Januar 1975 aufgeteilt. Dortmund erhielt 5,62 km² mit damals 5259 Einwohnern. In die Stadt Schwerte wurden 1,91 km² mit damals 3100 Einwohnern umgegliedert. Die Bundesautobahn A 1 wurde als neue Grenze zwischen Dortmund und Schwerte festgelegt.
Im Jahr 1987 hatte der Schwerter Ortsteil Holzen insgesamt 3826 Einwohner.
In der Nähe der Kreuzung Holzener Weg und Westhellweg hat sich wahrscheinlich im Mittelalter ein Galgenplatz befunden.

## Verkehr
Die Landesstraße L 648 verbindet Lichtendorf im Westen mit Höchsten sowie im Südosten mit Schwerte, Villigst, Gerlingsen, Iserlohn und Kesbern.